# União das Freguesias de Conceição e Cabanas de Tavira
União das Freguesias de Conceição e Cabanas de Tavira, kurz Conceição e Cabanas de Tavira, ist eine Gemeinde (Freguesia) im Kreis (Concelho) von Tavira an der Algarve, im Süden Portugals.
In der Gemeinde leben 2.519 Einwohner auf einer Fläche von 69,44 km² (Stand nach Zahlen von 2011).
Die Gemeinde entstand im Zuge der Gebietsreform in Portugal am 29. September 2013 durch Zusammenlegung der Gemeinden Conceição und Cabanas de Tavira. Conceição wurde Sitz der Gemeinde, die ehemalige Gemeindeverwaltung in Cabanas de Tavira blieb als Außenstelle und Bürgerbüro bestehen.